# Alberto Mantelli
Giacomo Alberto Mantelli (Torino, 14 maggio 1909 – Torino, 1º settembre 1967) è stato un musicologo e critico musicale italiano.

## Biografia
Alberto Mantelli studiò al Liceo classico Massimo d'Azeglio di Torino, dove fu allievo di Augusto Monti e di Italo Maione. Si laureò a Torino in Giurisprudenza con una tesi su "L'oggetto del diritto d'autore nella creazione musicale"
Collaborò giovanissimo alla Rivista Musicale Italiana (1932) con un saggio intitolato "Debussy e Mallarmé" e, successivamente, alla Rassegna Musicale, in cui pubblicò articoli su Strawinsky, Hindemith, Berg e Ravel, tra gli altri.
Nel 1936 scrisse il primo saggio comparso in Italia su Alban Berg (La Rassegna Musicale, 1936).
Creò la versione ritmica italiana del Wozzeck di Alban Berg per la famosa prima esecuzione a Roma nel 1942. Nello stesso anno pubblicò la guida al Wozzeck. Il saggio "Tre secoli di musica europea" è del 1947, anno in cui Mantelli curò anche la prima edizione italiana dell'autobiografia di Igor' Fëdorovič Stravinskij, “Cronache della mia vita”, che tradusse egli stesso. In quel periodo, Mantelli fece parte del comitato organizzatore del Festival Internazionale di Musica Contemporanea alla Biennale di Venezia.
Mantelli entrò all'EIAR di Roma nel 1938 come funzionario all'Ufficio Programmi e dopo un'interruzione dovuta alla guerra vi rientrò nel 1946, come dirigente del settore musicale della radiostazione di Torino.

## Il Terzo Programma radiofonico
Nel 1950, durante la direzione RAI di Sernesi, Mantelli ideò, organizzò e diresse il «Terzo Programma» radiofonico (oggi Radio Tre). Il Terzo Programma iniziò le trasmissioni alle ore 21 di domenica 1º ottobre 1950 dalle stazioni di modulazione di frequenza di Bologna, Firenze, Genova, Milano, Napoli, Roma, Torino, Venezia e dalla stazione ad onda corta di Roma. La prima trasmissione era interamente dedicata al mito di Orfeo con un'introduzione del noto critico letterario Emilio Cecchi e l'ascolto di tre celebri opere: gli «Orfeo» di Claudio Monteverdi, Jacques Offenbach e Igor' Fëdorovič Stravinskij.
Il Terzo Programma trasmetteva dalle ore 21 alle ore 23 e 15 circa ed era concepito come la rete culturale della RAI. L'impostazione di Mantelli fu tuttavia molto più stimolante di quanto il termine suggerisca: «A condizione, bene inteso, che si assuma il termine cultura nel suo senso più vivo e reale di espressione della vita spirituale ed anche, estendendone alquanto l'accezione, di riflesso vivente e sensibile della problematica in cui l'uomo d'oggi esiste, lotta e si sviluppa. Sarebbe ingenuo segnare delle frontiere da non attraversare, delle zone proibite da non violare, quando ben si conosce quanto sia umano e talora inevitabile andar fuori del segno. È ovvio che nel dire cultura nel senso espresso poc'anzi si è inteso evitare di identificarla con la pura erudizione che è, essenzialmente, presupposto e strumento di cultura, e che come tale non può essere l'oggetto fondamentale di una sede aperta sulla collettività come è la radio».
Come è evidente dal palinsesto della prima serata, Mantelli ideò e realizzò le serate a soggetto, che sarebbero poi diventate un approccio molto diffuso nella programmazione radio-televisiva: «l'intero complesso delle trasmissioni di una serata nella quale possono concorrere testi musicali, teatrali, narrativi, gravita intorno ad un soggetto, che potrà essere, di volta in volta, una personalità artistica (Gide, Clair, Schumann), un mito (Orfeo), una città come espressione di cultura e di civiltà (Vienna, mondo di ieri), un traguardo storico-culturale (Parigi 1830), e via dicendo»..
Il passaggio da una programmazione radiofonica indifferenziata ad una programmazione per canali leggeri, culturali e "medi", interessava nello stesso periodo la radio francese e la BBC, con la creazione, ad esempio, del terzo programma culturale («Third Programme»). Il contributo di Mantelli a questa trasformazione fu riconosciuto, tra gli altri, da E. M. Forster.

## Gli anni successivi
Successivamente ebbe responsabilità di primo piano in RAI, fino a diventare nel 1959 vicedirettore centrale dei programmi radiofonici. Tra le sue responsabilità, i rapporti con le organizzazioni radiofoniche e musicali europee e mondiali.
Continuò la sua collaborazione con il Terzo Programma, particolarmente per la programmazione musicale per la quale curò numerosissime trasmissioni
Nel 1958, Mantelli fondò L'Approdo Musicale, una delle più importanti riviste di critica musicale, che diresse dal primo all'ultimo numero. La rivista, pubblicata dalla ERI, era concepita come una serie di numeri unici su compositori, prevalentemente moderni e contemporanei: dal primo numero dedicato ad Alfredo Casella all'ultimo dedicato ad Anton Bruckner. Il numero su Debussy, interamente scritto da Mantelli, fu definito da Fedele D'Amico "senza discussione il contributo più penetrante e completo che uno studioso italiano abbia dato sull'argomento".
Fin dalla prima edizione a Capri nel 1948, Mantelli si occupò dell'organizzazione del “Prix Italia” di cui curò inoltre le bellissime e importanti pubblicazioni annuali.
Nel 1955, Mantelli fondò con Luigi Rognoni lo Studio di fonologia musicale di Milano, chiamando a dirigerlo Luciano Berio e Bruno Maderna. Mantelli collaborò attivamente, organizzando anche il primo "Congresso Internazionale di Musica Sperimentale" a Venezia nel 1961.
Curò e in parte scrisse numerosi volumi per la ERI (Edizioni Radiotelevisione Italiana). Tra questi, "La Regia" del 1955, a cui contribuì con Mario Apollonio, Enzo Ferrieri e Gian Luigi Rondi.

## Pubblicazioni
(lista parziale)
- Debussy e Mallarmè, Rivista Musicale Italiana, 1932
- Debussy critico antidilettante, Rassegna Nazionale, 1932
- Ravel Concerto per pianoforte e orchestra, Rivista Musicale, 1932
- Introduzione a Brahms, La Rassegna Musicale VI, 1933
- Compositore e trascrittore, La Rassegna Musicale VII, 1934
- Note su Alban Berg, La Rassegna Musicale IX, 1936
- La verità su Tristano, La Rassegna Musicale X, 1937
- La scrittura di Beethoven, La Rassegna Musicale X, 1937
- L'ultimo Hindemith, La Rassegna Musicale X, 1937
- Il pubblico di fronte alla musica, Congresso Internazionale di Musica, Firenze, 1937
- Maurice Ravel, La Rassegna Musicale XI, 1938
- Maurice Ravel, in Hommage à Maurice Ravel, La Revue Musicale, 1938
- Igor Strawinsky e le sue opere più recenti, La Rassegna Musicale XIV, 1941
- Wozzeck di Alban Berg, La Lampada, 1942
- Casella compositore da camera, La Rassegna Musicale XVI, 1943
- La posizione di Strawinsky nella musica moderna, La Rassegna Musicale XVII, 1944
- Manuel De Falla, La Rassegna Musicale XVII, 1944
- Maurice Ravel, Concerto per la mano sinistra, a cura di A.Mantelli, Ed.Fonit 1944
- Il mondo poetico di Mendelssohn, La Rassegna Musicale XVIII, 1945
- "Pulcinella" di Strawinsky, La Rassegna Musicale XIX, 1946
- Strawinsky, IX Festival Internazionale di Musica Contemporanea, Biennale di Venezia 1946
- Dallapiccola e il linguaggio dodecafonico, IX Festival Internazionale di Musica Contemporanea, Biennale di Venezia 1946
- Brahms, ”Concerto in si bem.maggiore op.83", Fonit, 1946
- Paul Hindemith, X Festival Internazionale di Musica Contemporanea, Biennale di Venezia 1947
- (introduzione e traduzione di A. Mantelli) Strawinsky, Cronache della mia vita, a cura di A.Mantelli, Ed.Minuziano 1947
- Brahms musicista romantico, Conversazioni in occasione delle Celebrazioni Brahmsiane, 11 aprile 1947
- “L'Incubo“ di Nielsen, XI Festival Internazionale di Musica Contemporanea Biennale di Venezia, 1948
- Problemi di linguaggio nell'opera di Strawinsky, Atti del V Congresso di Musica, Firenze, 1948
- Aspetti della musica strumentale del seicento”, Incontri a Capri, RAI 1948
- Intorno alla "Storia del Soldato", La Rassegna Musicale XXII, 1949
- La variazione da Frescobaldi a Busoni, I notturni dell'usignolo trasmessi dalle stazioni della Rete Azzurra, 1949
- 3° Programma ott.nov.dic., RAI radio italiana, 1950
- Problemi di regia radiofonica, in La Regia di M. Apollonio, E. Ferrieri, A.Mantelli e G. L. Rondi, ERI, 1955
- Lettera a Casella, L'Approdo Musicale 1, ERI, 1958
- Razionalismo e sensibilità di Maurice Ravel, L'Approdo Musicale 2, ERI, 1958
- Prospetto cronologico della vita e delle opere di Maurice Ravel, L'Approdo Musicale 2, ERI, 1958
- Il tempo di Strauss, L'Approdo Musicale 5, ERI, 1959
- Prospetto cronologico della vita e delle opere di Richerd Strauss, L'Approdo Musicale 5, ERI, 1959
- Claude Debussy, L'Approdo Musicale 7/8, ERI, 1959
- Prospetto cronologico della vita e delle opere di Claude Debussy, L'Approdo Musicale 7/8, ERI, 1959
- Prospetto cronologico della vita e delle opere di Gian Francesco Malipiero, L'Approdo Musicale 9, ERI, 1960
- Debussy et l'évolution de la musique au xx siècle, Edition du centre national de la recherche, Paris 1962
- Europeismo di M. de Falla, in Manuel de Falla, a cura di M. Mila, Edizioni Ricordi, 1962
- Pulcinella ou une histoire napolitaine, ERI Edizioni RAI, 1963
- Creation poètique et stereophonie, VIII Festival International du son, Paris 1966